# Erasmus Stella
Erasmus Stella (eigentlich: Johannes Stüler; * 1460 in Zwickau oder Leipzig; † 2. April 1521) war ein deutscher Arzt, Bürgermeister und Historiker.

## Leben und Wirken
Stella ließ sich nach seiner Rückkehr von einer italienischen Studienreise 1496 in seiner Heimatstadt Zwickau nieder. Er war Schüler von Ioannes Garzo Bononiensis (Giovanni Garzoni). Als einflussreicher Ratsherr fungierte er hier zwei Mal für je ein Jahr, ab 1513 und ab 1515, als Bürgermeister. Danach führte er eine erfolgreiche Arztpraxis.
Stella leitete den Namen der Stadt Zwickau aus einer nach humanistischem Vorbild selbsterfundenen Mythologie her. Danach sei Zwickau, eine uralte Stadt, gegründet von einem gewissen Cygnus (deutsch: Schwan), dem Sohn von Hercules und der Ylba, einer Tochter von Falco. Nach Cygnus sei Cygnavia „Schwanenfeld“ benannt worden, der angeblich lateinische Name von Zwickau. Stella ließ anno 1516 die Cygnus-Legende in lebensgroßen Bildern an die Rathausfassade malen. Gemäß dem Historiker Clemen stammten seine Erfindungen teils aus wahren Ereignissen vermischt mit seiner sprudelnden Phantasie. Damit führte er seine Zeitgenossen und ehrbaren Mitbürger in ihrer Kritiklosigkeit und kindlichen Leichtgläubigkeit an der Nase herum. Er war aufgrund seiner Bildung und Reiseerfahrungen aus Italien eine Autorität in der Stadt. Dass sich Stella tatsächlich über seine Mitbürger lustig machte, bezeugen drei Urkunden von 1030, 1042 und 1074, die er erdichtet hatte.
Erasmus Stella fertigte einen Grabstein an, der angeblich in einem Grabhügel bei Steindorf gefunden wurde. Dieser vermeintliche Grabstein der Swanhildis, der Tochter des Cygnus, enthielt eine längere lateinische Inschrift u. a. mit der Weissagung:
Stella fulgente umbram meam videbitis Cygnei
Das heißt wörtlich übersetzt:
»Im glänzenden Stern des Cygneus (d. h. des Sternbilds Schwan) werdet ihr meinen Schatten sehen.«
Die angebliche Weissagung war jedoch doppeldeutig, da lateinisch stella nicht nur „Stern“ heißt, sondern auch Erasmus’ selbstgewählter Nachname war. Der Satz kann daher auch als Anspielung auf ihn selbst gedeutet werden:
»Wenn Stella glänzt / sich vor anderen auszeichnet (d. h. wenn Stella regierender Bürgermeister sein wird), werdet ihr Zwickauer mein Grabmal entdecken.«
Eine weitere gefälschte Inschrift von Stella enthielt Gesetze eines Druiden. Auch die Inschrift eines Epitaphs zu einer hölzernen Statue des Diezmann in der Leipziger Paulinerkirche, lange Zeit Dante Alighieri zugeschrieben, ist eine Fälschung von Stella.

## Werke
- De rebus et populis oræ inter Albim et Salam.
- Interpretamenti gemmarum libellus unicus. Nürnberg 1517 (Digitalisat)
- De Borussiae antiquitatibus libri duo. Basel 1518 (Digitalisat)
- De rebus Saxoniae, Thuringiae, Libanotriae, Misniae et Lusatiae libri duo. Basel 1518 (Digitalisat)
- Erasmi Stellae Libonothani De Borvssiae Antiqvitatibvs : Libri Dvo. Basel 1518 (Digitalisat)